# King's Highway (Jordánsko)
Královská cesta neboli silnice 35 prochází v severojižní ose Jordánskem a napojuje se na silnici 15 v Ma'anském guvernorátu. Celkem má délku 395 km. Je zajímavější variantou k pouštní silnici 15, neboť byla vybudována v místech historické cesty staré více než 5 000 let, která je zmiňovaná již v Bibli, a prochází několika hlubokými údolími.

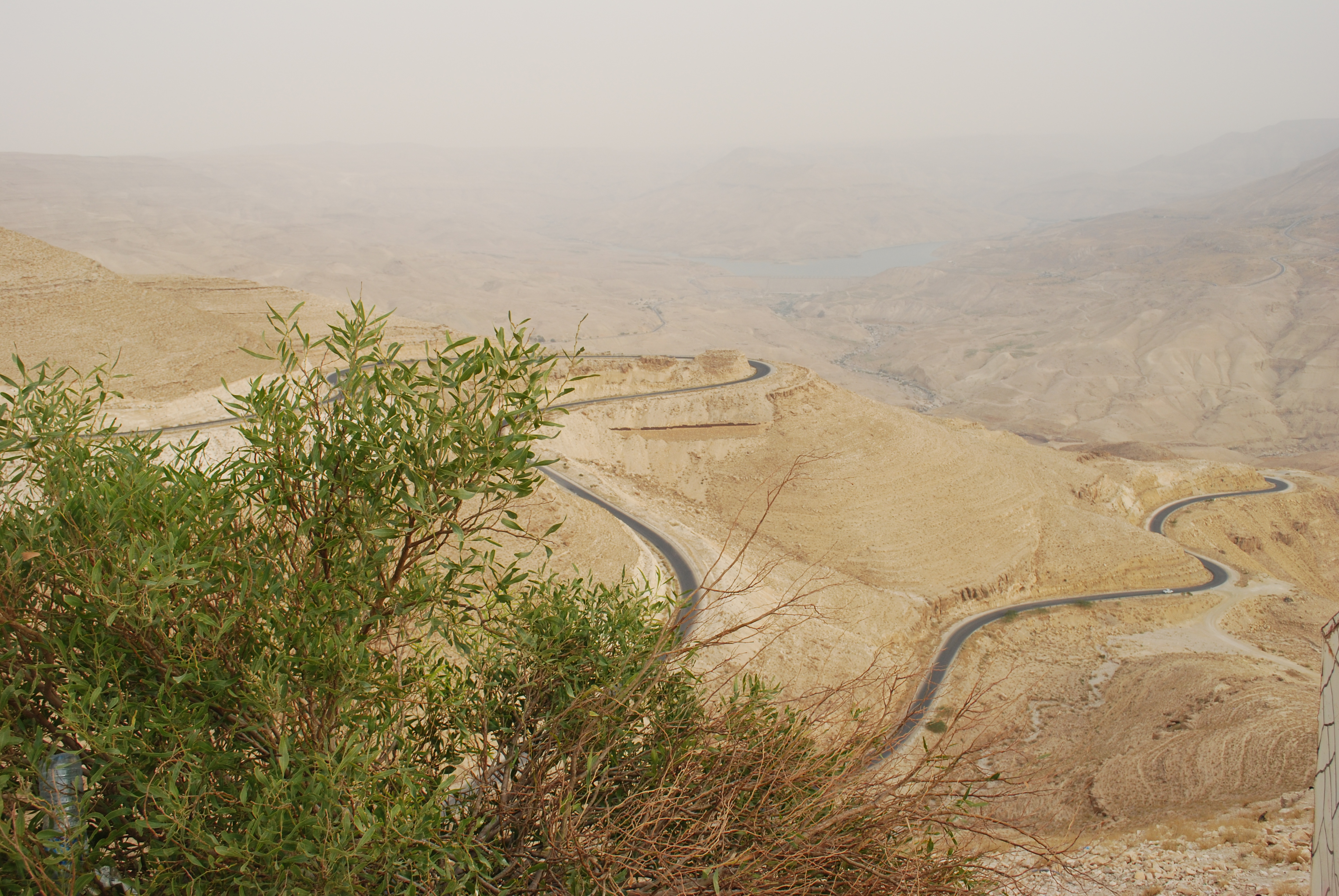
Královská cesta – Vádí Mudžíb

## Historicky atraktivní místa
Tato silnice směřuje od syrské hranice k Abile a Irbidu u syrských hranic na jih, kde se u města Ma'án napojuje na silnici 15 (Pouštní dálnici). Vzhledem k své historii vede nebo prochází kolem historicky významných míst jako je město Džaraš s rozsáhlým archeologickým nalezištěm řecko-římského města Gerasa, Ammánem, městem Kerak s křižáckým hradem, kolem Krak de Montréal (arabsky Šobak) s křižáckým hradem z období Jeruzalémského království. Prochází i historicky významnou Madabou, kde se našlo velké množství mozaik z raně křesťanského období, včetně mozaiky Jeruzaléma z 6. století, nebo městem Dhíbán, kde se našla tzv. Méšova stéla. Silnice pokračuje do města Wadí Musa (Mojžíšovo údolí, které je obvykle výchozím městem pro návštěvu skalního města Petry). Rovněž vedla kolem historického města Selá (Edom), které se objevuje již v bibli a ve Vulgatě bylo zaměňované s Petrou.  

## Turisticky zajímavá místa
Silnice prochází rovněž částí kaňonu Vádí Mudžíb, známého jako jordánský Grand Canyon. Vede také vesnicí Dana, která je vstupní branou do Biosférické rezervace Dana s jedinečným údolním kaňonem a rozlohou 308 km².

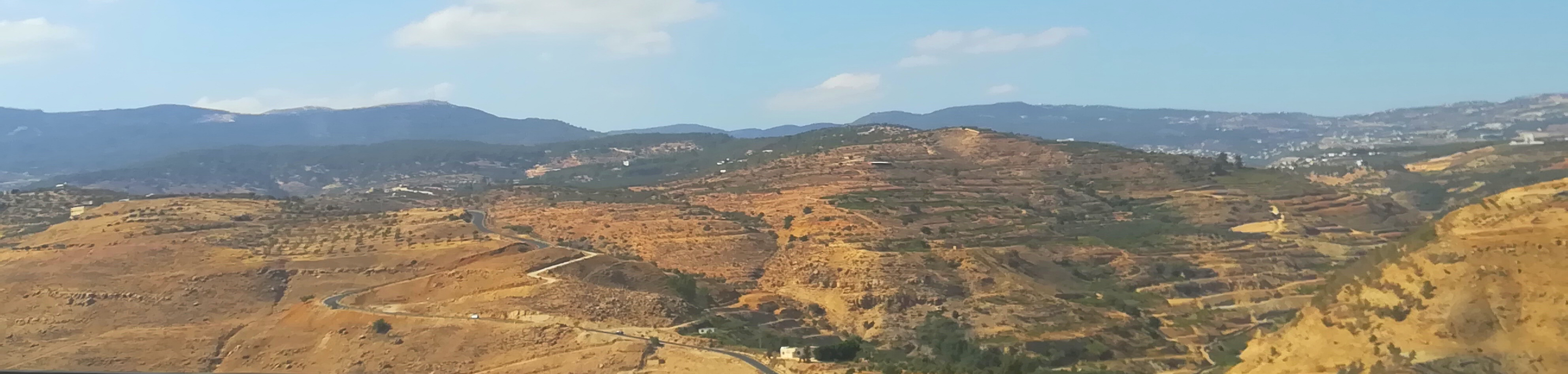
Panoráma Královské cesty

## Historie
Současná Královská cesta navazuje na část trasy jedné z nejstarších cest na světě, která byla historicky životně důležitou obchodní cestou oblasti dnešního Blízkého východu, neboť spojovala Afriku s Mezopotámií již před více než 5 000 lety. Ta vedla z egyptského Heliopolisu přes Sinaj do Akaby, a pak pokračovala přes dnešní Jordánsko do Damašku a k hornímu Eufratu do města Resefa.

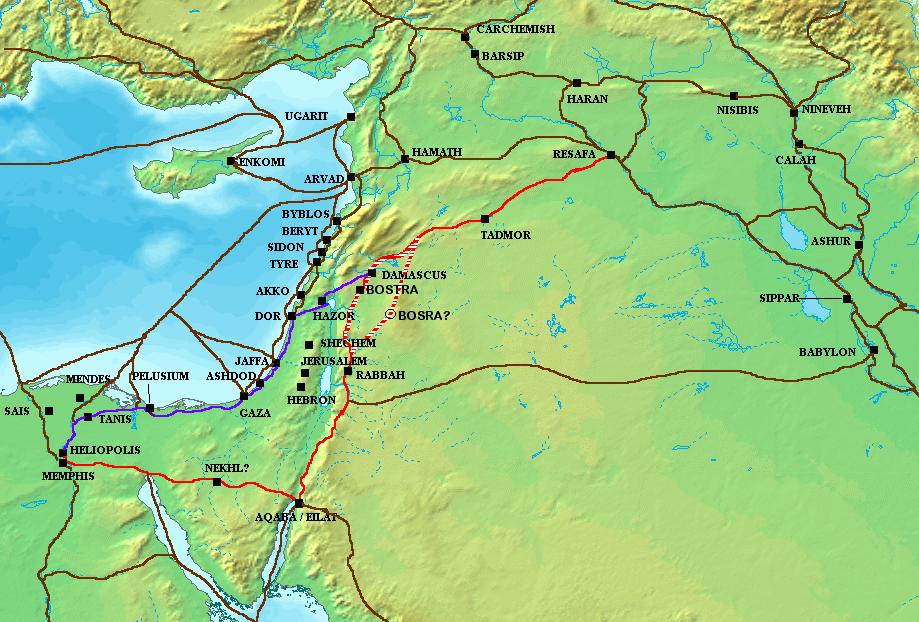
Královská cesta (červená)

### Doba železná
Obchodní stezku využívali pro obchod okolní státní celky jako byl Edómové, Moábové, Ammónové či Aramejci.

### Antické období
Nabatejci používali tuto cestu pro obchodování s luxusním zbožím jako bylo koření nebo kadidlo z Arabského poloostrova. To zřejmě vedlo k jejich válce s Alexandrem Jannaiosem.
Během římského období byla cesta nazývána Via Regia a sloužila k přesunu vojáků podél opevnění Limes Arabicus a k obchodování. Za cisaře Trajána byla opravena a přejmenována na Via Traiana Nova kvůli odlišení od Via Traiana. 

### Byzantské období
Během raně křesťanského období, kdy v oblasti vládla Byzantská říše se jednalo o důležitou poutní cestu pro křesťany, kteří mířili na horu Nebo, místo Mojžíšovy smrti a posledního odpočinku, jak je zmiňováno v Bibli, při odbočení bylo možné dorazit do místa křtu Ježíše Krista v řece Jordánu. Během křižáckých výprav stezka procházela územím Jeruzalémského království, jehož vládci mohli díky několika hradům důležitou cestu nejen kontrolovat a znesnadňovat přesun nepřátel, ale také vybírat daně a clo. 

### Období po islámské expanzi
Poté, co Arabové obsadili oblast Úrodného půlměsíce, sloužila silnice pro muslimy z oblasti dnešní Sýrie a Iráku jako poutní cesta do Mekky. To se změnilo až 16. století, kdy byla za Osmanské říše vybudována silnice Tariq al-Bint. 

### Bible
Cesta je zmiňovaná v knihách Genesis a Numeri (Gn 14,1-3, Nu 20,17, Nu 21,22).